# Фрамея

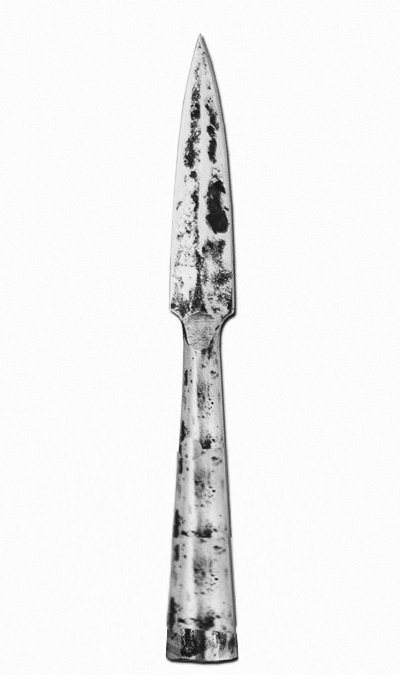
Наконечник фрамеї, V століття

Фраме́я (лат. framea), дротик давніх германців, завдовжки близько півтора метра з тонким і гострим наконечником. Використовувалось як метальна зброя в рукопашному бою.
Вперше згадується в працях Тацита. Різні дослідники ототожнюють фрамею з різними археологічними артефактами, зокрема з кельтами, гастою чи дорі.